# Lindsay Davenport
Lindsay Ann Davenport (Palos Verdes (Californië), 8 juni 1976) is een voormalig professioneel tennisspeelster uit de Verenigde Staten van Amerika, die vanaf eind jaren 90 van de 20e eeuw tot en met begin 2006 in de top tien stond.

## Loopbaan
Haar hoogste notering op de enkelspelranglijst was de nummer 1-positie. Die veroverde zij in 1998 voor de eerste maal. Eerder werd zij al nummer één in het dubbelspel (oktober 1997). Davenport veroverde tijdens haar loopbaan 55 titels in het enkelspel en 38 titels in het dubbelspel. Zij won drie grandslamtitels in het enkelspel plus drie in het dubbelspel. Naast deze grote overwinningen behaalde zij in Atlanta in 1996 ook olympisch goud door in de finale de Spaanse Arantxa Sánchez Vicario te verslaan.
Davenport trad in het huwelijk met Jon Leach op 25 april 2003. Op 14 december 2006 kondigde zij haar afscheid aan. Davenport speelde in 2006 weinig wedstrijden wegens een rugblessure. Zij was op dat moment tevens in verwachting van haar eerste kind, zoon Jagger Jonathan, van wie zij op 10 juni 2007 beviel.
Op 18 juli 2007 maakte Davenport bekend dat zij terugkeerde naar het proftennis. Meteen na haar terugkeer won zij op 16 september 2007 het WTA-toernooi van Bali. Begin 2009 maakte zij bekend niet deel te nemen aan het Australian Open omdat zij zwanger was van haar tweede kind, dochter Lauren Andrus, die op 27 juni 2009 geboren werd.
In 2010 keerde Davenport voor korte tijd terug naar het proftennis. Na nog twee dubbelspeltoernooien te hebben gespeeld, beëindigde zij haar loopbaan als actief tennisspeelster. Zij kreeg nog twee dochters, Kaya in 2012 en Haven in 2014.
In 2014 werd Davenport opgenomen in de internationale Tennis Hall of Fame. Sinds 2024 is zij captain van het Amerikaanse Fed Cup-team.

## Posities op deWTA-ranglijst
Positie per einde seizoen:
| jaar | rang enkelspel | rang dubbelspel |
| ---- | -------------- | --------------- |
| 1991 | 339            | –               |
| 1992 | 159            | 93              |
| 1993 | 20             | 49              |
| 1994 | 6              | 8               |
| 1995 | 12             | 6               |
| 1996 | 9              | 7               |
| 1997 | 3              | 2               |
| 1998 | 1              | 4               |
| 1999 | 2              | 4               |
| 2000 | 2              | 26              |
| 2001 | 1              | 25              |
| 2002 | 12             | –               |
| 2003 | 5              | 8               |
| 2004 | 1              | 44              |
| 2005 | 1              | 49              |
| 2006 | 25             | –               |
| 2007 | 73             | –               |
| 2008 | 36             | 76              |

## Palmares
| Legenda                | Legenda                  |
| ---------------------- | ------------------------ |
| Grandslamtoernooi      |                          |
| Olympische Spelen      |                          |
| Year-End Championships |                          |
| tot 2009               | 2009 – 2020 / vanaf 2021 |
| Tier I                 | Premier Mandatory        |
| Tier II                | Premier Five / WTA 1000  |
| Tier III               | Premier / WTA 500        |
| Tier IV & V            | International / WTA 250  |
|                        | Challenger / WTA 125     |

### WTA-finaleplaatsen enkelspel
| nr.              | finale     | toernooi           | ondergrond | tegenstandster         | score              |         |
| ---------------- | ---------- | ------------------ | ---------- | ---------------------- | ------------------ | ------- |
| gewonnen finales |            |                    |            |                        |                    |         |
| 01.              | 1993-05-23 | WTA Luzern         | gravel     | Nicole Provis          | 6-1, 4-6, 6-2      | details |
| 02.              | 1994-01-09 | WTA Brisbane       | hardcourt  | Florencia Labat        | 6-1, 2-6, 6-3      | details |
| 03.              | 1994-05-22 | WTA Luzern         | gravel     | Lisa Raymond           | 7-6, 6-4           | details |
| 04.              | 1995-05-28 | WTA Straatsburg    | gravel     | Kimiko Date            | 3-6, 6-1, 6-2      | details |
| 05.              | 1996-05-25 | WTA Straatsburg    | gravel     | Barbara Paulus         | 6-3, 7-6           | details |
| 06.              | 1996-08-03 | Olympische Spelen  | hardcourt  | Arantxa Sánchez        | 7-6, 6-2           | details |
| 07.              | 1996-08-18 | WTA Los Angeles    | hardcourt  | Anke Huber             | 6-2, 6-3           | details |
| 08.              | 1997-02-23 | WTA Oklahoma       | hardcourt  | Lisa Raymond           | 6-4, 6-2           | details |
| 09.              | 1997-03-15 | WTA Indian Wells   | hardcourt  | Irina Spîrlea          | 6-2, 6-1           | details |
| 10.              | 1997-04-13 | WTA Amelia Island  | gravel     | Mary Pierce            | 6-2, 6-3           | details |
| 11.              | 1997-08-24 | WTA Stone Mountain | hardcourt  | Sandrine Testud        | 6-4, 6-1           | details |
| 12.              | 1997-10-19 | WTA Zürich         | hardcourt  | Nathalie Tauziat       | 7-6, 7-5           | details |
| 13.              | 1997-11-09 | WTA Chicago        | tapijt     | Nathalie Tauziat       | 6-0, 7-5           | details |
| 14.              | 1998-02-08 | WTA Tokio          | tapijt     | Martina Hingis         | 6-3, 6-3           | details |
| 15.              | 1998-08-02 | WTA Stanford       | hardcourt  | Venus Williams         | 6-4, 5-7, 6-4      | details |
| 16.              | 1998-08-09 | WTA San Diego      | hardcourt  | Mary Pierce            | 6-3, 6-1           | details |
| 17.              | 1998-08-16 | WTA Los Angeles    | hardcourt  | Martina Hingis         | 4-6, 6-4, 6-3      | details |
| 18.              | 1998-09-13 | US Open            | hardcourt  | Martina Hingis         | 6-3, 7-5           | details |
| 19.              | 1998-10-18 | WTA Zürich         | hardcourt  | Venus Williams         | 7-5, 6-3           | details |
| 20.              | 1999-01-16 | WTA Sydney         | hardcourt  | Martina Hingis         | 6-4, 6-3           | details |
| 21.              | 1999-05-22 | WTA Madrid         | gravel     | Paola Suárez           | 6-1, 6-3           | details |
| 22.              | 1999-07-04 | Wimbledon          | gras       | Steffi Graf            | 6-4, 7-5           | details |
| 23.              | 1999-08-01 | WTA Stanford       | hardcourt  | Venus Williams         | 7-6, 6-2           | details |
| 24.              | 1999-09-26 | WTA Toyota         | hardcourt  | Monica Seles           | 7-5, 7-6           | details |
| 25.              | 1999-11-14 | WTA Philadelphia   | tapijt     | Martina Hingis         | 6-3, 6-4           | details |
| 26.              | 1999-11-21 | WTA Championships  | tapijt     | Martina Hingis         | 6-4, 6-2           | details |
| 27.              | 2000-01-30 | Australian Open    | hardcourt  | Martina Hingis         | 6-1, 7-5           | details |
| 28.              | 2000-03-18 | WTA Indian Wells   | hardcourt  | Martina Hingis         | 4-6, 6-4, 6-0      | details |
| 29.              | 2000-10-22 | WTA Linz           | tapijt     | Venus Williams         | 6-4, 3-6, 6-2      | details |
| 30.              | 2000-11-12 | WTA Philadelphia   | tapijt     | Martina Hingis         | 7-6, 6-4           | details |
| 31.              | 2001-02-04 | WTA Tokio          | tapijt     | Martina Hingis         | 6-7, 6-4, 6-2      | details |
| 32.              | 2001-03-04 | WTA Scottsdale     | hardcourt  | Meghann Shaughnessy    | 6-2, 6-3           | details |
| 33.              | 2001-06-23 | WTA Eastbourne     | gras       | Magüi Serna            | 6-2, 6-0           | details |
| 34.              | 2001-08-12 | WTA Los Angeles    | hardcourt  | Monica Seles           | 6-3, 7-5           | details |
| 35.              | 2001-10-14 | WTA Filderstadt    | hardcourt  | Justine Henin          | 7-5, 6-4           | details |
| 36.              | 2001-10-21 | WTA Zürich         | hardcourt  | Jelena Dokić           | 6-3, 6-1           | details |
| 37.              | 2001-10-28 | WTA Linz           | hardcourt  | Jelena Dokić           | 6-4, 6-1           | details |
| 38.              | 2003-02-02 | WTA Tokio          | tapijt     | Monica Seles           | 6-7, 6-1, 6-2      | details |
| 39.              | 2004-02-08 | WTA Tokio          | tapijt     | Magdalena Maleeva      | 6-4, 6-1           | details |
| 40.              | 2004-04-11 | WTA Amelia Island  | gravel     | Amélie Mauresmo        | 6-4, 6-4           | details |
| 41.              | 2004-07-18 | WTA Stanford       | hardcourt  | Venus Williams         | 7-6, 5-7, 7-6      | details |
| 42.              | 2004-07-25 | WTA Los Angeles    | hardcourt  | Serena Williams        | 6-3, 6-1           | details |
| 43.              | 2004-08-01 | WTA San Diego      | hardcourt  | Anastasija Myskina     | 6-1, 6-1           | details |
| 44.              | 2004-08-22 | WTA Cincinnati     | hardcourt  | Vera Zvonarjova        | 6-3, 6-2           | details |
| 45.              | 2004-10-10 | WTA Filderstadt    | hardcourt  | Amélie Mauresmo        | 6-2, opg.          | details |
| 46.              | 2005-03-05 | WTA Dubai          | hardcourt  | Jelena Janković        | 6-4, 3-6, 6-4      | details |
| 47.              | 2005-04-10 | WTA Amelia Island  | gravel     | Silvia Farina-Elia     | 7-5, 7-5           | details |
| 48.              | 2005-08-27 | WTA New Haven      | hardcourt  | Amélie Mauresmo        | 6-4, 6-4           | details |
| 49.              | 2005-09-18 | WTA Bali           | hardcourt  | Francesca Schiavone    | 6-2, 6-4           | details |
| 50.              | 2005-10-09 | WTA Filderstadt    | hardcourt  | Amélie Mauresmo        | 6-2, 6-4           | details |
| 51.              | 2005-10-23 | WTA Zürich         | hardcourt  | Patty Schnyder         | 7-6, 6-3           | details |
| 52.              | 2007-09-16 | WTA Bali           | hardcourt  | Daniela Hantuchová     | 6-4, 3-6, 6-2      | details |
| 53.              | 2007-11-04 | WTA Québec         | hardcourt  | Joelija Vakoelenko     | 6-4, 6-1           | details |
| 54.              | 2008-01-05 | WTA Auckland       | hardcourt  | Aravane Rezaï          | 6-2, 6-2           | details |
| 55.              | 2008-04-05 | WTA Memphis        | hardcourt  | Volha Havartsova       | 6-2, 6-1           | details |
| verloren finales |            |                    |            |                        |                    |         |
| 01.              | 1994-11-20 | WTA Championships  | tapijt     | Gabriela Sabatini      | 3-6, 2-6, 4-6      | details |
| 02.              | 1995-01-15 | WTA Sydney         | hardcourt  | Gabriela Sabatini      | 3-6, 4-6           | details |
| 03.              | 1995-02-05 | WTA Tokio          | tapijt     | Kimiko Date            | 1-6, 2-6           | details |
| 04.              | 1996-01-14 | WTA Sydney         | hardcourt  | Monica Seles           | 6-4, 6-7, 3-6      | details |
| 05.              | 1997-08-10 | WTA Los Angeles    | hardcourt  | Monica Seles           | 7-5, 5-7, 4-6      | details |
| 06.              | 1997-11-16 | WTA Philadelphia   | tapijt     | Martina Hingis         | 5-7, 7-6, 6-7      | details |
| 07.              | 1998-03-15 | WTA Indian Wells   | hardcourt  | Martina Hingis         | 3-6, 4-6           | details |
| 08.              | 1998-10-11 | WTA Filderstadt    | hardcourt  | Sandrine Testud        | 5-7, 3-6           | details |
| 09.              | 1998-11-15 | WTA Philadelphia   | tapijt     | Steffi Graf            | 6-4, 3-6, 4-6      | details |
| 10.              | 1998-11-22 | WTA Championships  | tapijt     | Martina Hingis         | 5-7, 4-6, 6-4, 2-6 | details |
| 11.              | 1999-08-28 | WTA New Haven      | hardcourt  | Venus Williams         | 2-6, 5-7           | details |
| 12.              | 2000-01-15 | WTA Sydney         | hardcourt  | Amélie Mauresmo        | 6-7, 4-6           | details |
| 13.              | 2000-04-02 | WTA Miami          | hardcourt  | Martina Hingis         | 3-6, 2-6           | details |
| 14.              | 2000-07-09 | Wimbledon          | gras       | Venus Williams         | 3-6, 6-7           | details |
| 15.              | 2000-07-30 | WTA Stanford       | hardcourt  | Venus Williams         | 1-6, 4-6           | details |
| 16.              | 2000-08-13 | WTA Los Angeles    | hardcourt  | Serena Williams        | 6-4, 4-6, 6-7      | details |
| 17.              | 2000-09-10 | US Open            | hardcourt  | Venus Williams         | 4-6, 5-7           | details |
| 18.              | 2000-10-15 | WTA Zürich         | hardcourt  | Martina Hingis         | 4-6, 6-4, 5-7      | details |
| 19.              | 2001-01-13 | WTA Sydney         | hardcourt  | Martina Hingis         | 3-6, 6-4, 5-7      | details |
| 20.              | 2001-07-29 | WTA Stanford       | hardcourt  | Kim Clijsters          | 4-6, 7-6, 1-6      | details |
| 21.              | 2001-08-25 | WTA New Haven      | hardcourt  | Venus Williams         | 6-7, 4-6           | details |
| 22.              | 2001-11-04 | WTA Championships  | hardcourt  | Serena Williams        | walk-over          | details |
| 23.              | 2002-08-11 | WTA Los Angeles    | hardcourt  | Chanda Rubin           | 7-5, 6-7, 3-6      | details |
| 24.              | 2002-08-24 | WTA New Haven      | hardcourt  | Venus Williams         | 5-7, 0-6           | details |
| 25.              | 2002-10-06 | WTA Moskou         | tapijt     | Magdalena Maleeva      | 7-5, 3-6, 6-7      | details |
| 26.              | 2002-10-20 | WTA Zürich         | hardcourt  | Patty Schnyder         | 7-6, 6-7, 3-6      | details |
| 27.              | 2003-01-11 | WTA Sydney         | hardcourt  | Kim Clijsters          | 4-6, 3-6           | details |
| 28.              | 2003-03-16 | WTA Indian Wells   | hardcourt  | Kim Clijsters          | 4-6, 5-7           | details |
| 29.              | 2003-04-20 | WTA Amelia Island  | gravel     | Jelena Dementjeva      | 6-4, 5-7, 3-6      | details |
| 30.              | 2003-08-10 | WTA Los Angeles    | hardcourt  | Kim Clijsters          | 1-6, 6-3, 1-6      | details |
| 31.              | 2003-08-23 | WTA New Haven      | hardcourt  | Jennifer Capriati      | 2-6, 0-4, opg.     | details |
| 32.              | 2004-03-21 | WTA Indian Wells   | hardcourt  | Justine Henin-Hardenne | 1-6, 4-6           | details |
| 33.              | 2004-05-22 | WTA Straatsburg    | gravel     | Claudine Schaul        | 6-2, 0-6, 3-6      | details |
| 34.              | 2005-01-30 | Australian Open    | hardcourt  | Serena Williams        | 6-2, 3-6, 0-6      | details |
| 35.              | 2005-02-06 | WTA Tokio          | tapijt     | Maria Sjarapova        | 1-6, 6-3, 6-7      | details |
| 36.              | 2005-03-20 | WTA Indian Wells   | hardcourt  | Kim Clijsters          | 4-6, 6-4, 2-6      | details |
| 37.              | 2005-07-03 | Wimbledon          | gras       | Venus Williams         | 6-4, 6-7, 7-9      | details |
| 38.              | 2006-08-26 | WTA New Haven      | hardcourt  | Justine Henin-Hardenne | 0-6, 0-1, opg.     | details |

### WTA-titels dubbelspel
| nr. | finale     | toernooi           | ondergrond    | partner            | tegenstandsters                     | score            |         |
| --- | ---------- | ------------------ | ------------- | ------------------ | ----------------------------------- | ---------------- | ------- |
| 01. | 1994-02-27 | WTA Indian Wells   | hardcourt     | Lisa Raymond       | Manon Bollegraf Helena Suková       | 6-2, 6-4         | details |
| 02. | 1994-11-06 | WTA Oakland        | tapijt (i)    | Arantxa Sánchez    | Gigi Fernández Martina Navrátilová  | 7-5, 6-4         | details |
| 03. | 1995-01-15 | WTA Sydney         | hardcourt     | Jana Novotná       | Patty Fendick Mary Joe Fernandez    | 7-5, 2-6, 6-4    | details |
| 04. | 1995-03-05 | WTA Indian Wells   | hardcourt     | Lisa Raymond       | Larisa Neiland Arantxa Sánchez      | 2-6, 6-4, 6-3    | details |
| 05. | 1995-05-28 | WTA Straatsburg    | gravel        | Mary Joe Fernandez | Sabine Appelmans Miriam Oremans     | 6-2, 6-3         | details |
| 06. | 1995-09-24 | WTA Tokio Nichirei | hardcourt     | Mary Joe Fernandez | Amanda Coetzer Linda Wild           | 6-3, 6-2         | details |
| 07. | 1996-01-14 | WTA Sydney         | hardcourt     | Mary Joe Fernandez | Lori McNeil Helena Suková           | 6-3, 6-3         | details |
| 08. | 1996-06-09 | Roland Garros      | gravel        | Mary Joe Fernandez | Gigi Fernández Natallja Zverava     | 6-2, 6-1         | details |
| 09. | 1996-08-18 | WTA Los Angeles    | hardcourt     | Natallja Zverava   | Amy Frazier Kimberly Po             | 6-1, 6-4         | details |
| 10. | 1996-11-10 | WTA Oakland        | tapijt (i)    | Mary Joe Fernandez | Irina Spîrlea Nathalie Tauziat      | 6-1, 6-3         | details |
| 11. | 1996-11-24 | WTA Championships  | tapijt (i)    | Mary Joe Fernandez | Jana Novotná Arantxa Sánchez        | 6-3, 6-2         | details |
| 12. | 1997-02-02 | WTA Tokio          | tapijt (i)    | Natallja Zverava   | Gigi Fernández Martina Hingis       | 6-4, 6-3         | details |
| 13. | 1997-03-15 | WTA Indian Wells   | hardcourt     | Natallja Zverava   | Lisa Raymond Nathalie Tauziat       | 6-3, 6-2         | details |
| 14. | 1997-04-13 | WTA Amelia Island  | gravel        | Jana Novotná       | Nicole Arendt Manon Bollegraf       | 6-3, 6-0         | details |
| 15. | 1997-05-18 | WTA Berlijn        | gravel        | Jana Novotná       | Gigi Fernández Natallja Zverava     | 6-2, 3-6, 6-2    | details |
| 16. | 1997-07-27 | WTA Stanford       | hardcourt     | Martina Hingis     | Conchita Martínez Patricia Tarabini | 6-1, 6-3         | details |
| 17. | 1997-09-07 | US Open            | hardcourt     | Jana Novotná       | Gigi Fernández Natallja Zverava     | 6-3, 6-4         | details |
| 18. | 1997-11-23 | WTA Championships  | tapijt (i)    | Jana Novotná       | Alexandra Fusai Nathalie Tauziat    | 6-7, 6-3, 6-2    | details |
| 19. | 1998-03-15 | WTA Indian Wells   | hardcourt     | Natallja Zverava   | Alexandra Fusai Nathalie Tauziat    | 6-4, 2-6, 6-4    | details |
| 20. | 1998-05-17 | WTA Berlijn        | gravel        | Natallja Zverava   | Alexandra Fusai Nathalie Tauziat    | 6-3, 6-0         | details |
| 21. | 1998-08-02 | WTA Stanford       | hardcourt     | Natallja Zverava   | Larisa Neiland Olena Tatarkova      | 6-4, 6-4         | details |
| 22. | 1998-08-09 | WTA San Diego      | hardcourt     | Natallja Zverava   | Alexandra Fusai Nathalie Tauziat    | 6-2, 6-1         | details |
| 23. | 1998-10-11 | WTA Filderstadt    | hardcourt (i) | Natallja Zverava   | Anna Koernikova Arantxa Sánchez     | 6-4, 6-2         | details |
| 24. | 1998-11-22 | WTA Championships  | tapijt (i)    | Natallja Zverava   | Alexandra Fusai Nathalie Tauziat    | 6-7, 7-5, 6-3    | details |
| 25. | 1999-02-07 | WTA Tokio          | tapijt (i)    | Natallja Zverava   | Martina Hingis Jana Novotná         | 6-2, 6-3         | details |
| 26. | 1999-07-04 | Wimbledon          | gras          | Corina Morariu     | Mariaan de Swardt Olena Tatarkova   | 6-4, 6-4         | details |
| 27. | 1999-08-01 | WTA Stanford       | hardcourt     | Corina Morariu     | Anna Koernikova Jelena Lichovtseva  | 6-4, 6-4         | details |
| 28. | 1999-08-08 | WTA San Diego      | hardcourt     | Corina Morariu     | Serena Williams Venus Williams      | 6-4, 6-1         | details |
| 29. | 2000-03-18 | WTA Indian Wells   | hardcourt     | Corina Morariu     | Anna Koernikova Natallja Zverava    | 6-2, 6-3         | details |
| 30. | 2001-10-14 | WTA Filderstadt    | hardcourt (i) | Lisa Raymond       | Justine Henin Meghann Shaughnessy   | 6-4, 6-7, 7-5    | details |
| 31. | 2001-10-21 | WTA Zürich         | hardcourt (i) | Lisa Raymond       | Sandrine Testud Roberta Vinci       | 6-3, 2-6, 6-2    | details |
| 32. | 2002-10-13 | WTA Filderstadt    | hardcourt (i) | Lisa Raymond       | Meghann Shaughnessy Paola Suárez    | 6-2, 6-4         | details |
| 33. | 2003-03-16 | WTA Indian Wells   | hardcourt     | Lisa Raymond       | Kim Clijsters Ai Sugiyama           | 3-6, 6-4, 6-1    | details |
| 34. | 2003-04-20 | WTA Amelia Island  | gravel        | Lisa Raymond       | Virginia Ruano Pascual Paola Suárez | 7-5, 6-2         | details |
| 35. | 2003-06-21 | WTA Eastbourne     | gras          | Lisa Raymond       | Jennifer Capriati Magüi Serna       | 6-3, 6-2         | details |
| 36. | 2006-09-17 | WTA Bali           | hardcourt     | Corina Morariu     | Natalie Grandin Trudi Musgrave      | 6-3, 6-4         | details |
| 37. | 2008-03-01 | WTA Memphis        | hardcourt (i) | Lisa Raymond       | Angela Haynes Mashona Washington    | 6-3, 6-1         | details |
| 38. | 2010-08-01 | WTA Stanford       | hardcourt     | Liezel Huber       | Chan Yung-jan Zheng Jie             | 7-5, 6-7, [10-8] | details |

### Titels gemengd dubbelspel
| nr. | finale     | toernooi   | ondergrond    | partner     | tegenstanders                   | score |         |
| --- | ---------- | ---------- | ------------- | ----------- | ------------------------------- | ----- | ------- |
| 1.  | 2004-01-10 | Hopman Cup | hardcourt (i) | James Blake | Daniela Hantuchová Karol Kučera | 2–1   | details |

## Resultaten grote toernooien
| Legenda | Legenda                          |
| ------- | -------------------------------- |
| g.t.    | geen toernooi gehouden           |
| l.c.    | lagere categorie                 |
| –       | niet deelgenomen                 |
| G       | uitgeschakeld in de groepsfase   |
| 1R      | uitgeschakeld in de eerste ronde |
| 2R      | uitgeschakeld in de tweede ronde |
| 3R      | uitgeschakeld in de derde ronde  |
| 4R      | uitgeschakeld in de vierde ronde |
| KF      | uitgeschakeld in de kwartfinale  |
| HF      | uitgeschakeld in de halve finale |
| F       | de finale verloren               |
| W       | het toernooi gewonnen            |
| w-v     | winst/verlies-balans             |

### Enkelspel
| Grandslamtoernooien          |      |      |      |      |      |      |      |      |      |      |      |      |      |      |      |      |      |      |        |
| Australian Open              | –    | –    | 3R   | KF   | KF   | 4R   | 4R   | HF   | HF   | W    | HF   | –    | 4R   | KF   | F    | KF   | –    | 2R   | 56-13  |
| Roland Garros                | –    | –    | 1R   | 3R   | 4R   | KF   | 4R   | HF   | KF   | 1R   | –    | –    | 4R   | 4R   | KF   | –    | –    | –    | 31-11  |
| Wimbledon                    | –    | –    | 3R   | KF   | 4R   | 2R   | 2R   | KF   | W    | F    | HF   | –    | KF   | HF   | F    | –    | –    | 2R   | 49-11  |
| US Open                      | 1R   | 2R   | 4R   | 3R   | 2R   | 4R   | HF   | W    | HF   | F    | KF   | HF   | HF   | HF   | KF   | KF   | –    | 3R   | 62-16  |
| winst-verlies                | 0-1  | 1-1  | 7-4  | 12-4 | 11-4 | 11-4 | 12-4 | 21-3 | 21-3 | 19-3 | 14-3 | 5-1  | 15-4 | 17-4 | 20-4 | 8-2  | 0-0  | 4-2  | 198-51 |
| WTA Tour Championships       |      |      |      |      |      |      |      |      |      |      |      |      |      |      |      |      |      |      |        |
| WTA Tour Championships       | –    | –    | –    | F    | 1R   | KF   | 1R   | F    | W    | 1R   | F    | 1R   | –    | 1R   | HF   | –    | –    | –    | 18-10  |
| Voormalige Tier I-toernooien |      |      |      |      |      |      |      |      |      |      |      |      |      |      |      |      |      |      |        |
| Doha                         | g.t. | g.t. | g.t. | g.t. | g.t. | g.t. | g.t. | g.t. | g.t. | g.t. | l.c. | l.c. | l.c. | l.c. | l.c. | l.c. | l.c. | –    | 0-0    |
| Indian Wells                 | l.c. | l.c. | l.c. | l.c. | l.c. | l.c. | W    | F    | 2R   | W    | KF   | –    | F    | F    | F    | 4R   | –    | KF   | 37-8   |
| Miami                        | –    | 2R   | 2R   | HF   | 4R   | HF   | 4R   | KF   | KF   | F    | KF   | –    | 4R   | –    | –    | –    | –    | 4R   | 32-11  |
| Charleston                   | –    | –    | 2R   | KF   | –    | –    | KF   | KF   | –    | –    | –    | –    | HF   | KF   | KF   | –    | –    | –    | 14-7   |
| Berlijn                      | –    | –    | –    | –    | –    | –    | 2R   | 3R   | –    | –    | –    | –    | –    | –    | –    | –    | –    | –    | 1-2    |
| Rome                         | –    | –    | –    | –    | –    | –    | –    | –    | –    | 3R   | –    | –    | –    | –    | –    | –    | –    | –    | 1-0    |
| San Diego                    | l.c. | l.c. | l.c. | l.c. | l.c. | l.c. | l.c. | l.c. | l.c. | l.c. | l.c. | l.c. | l.c. | W    | –    | –    | –    | g.t. | 5-0    |
| Montréal/Toronto             | –    | –    | –    | –    | –    | –    | KF   | –    | –    | 3R   | –    | –    | –    | –    | –    | –    | –    | –    | 3-2    |
| Tokio                        | l.c. | l.c. | –    | –    | F    | KF   | KF   | W    | KF   | –    | W    | –    | W    | W    | F    | –    | –    | –    | 27-5   |
| Moskou                       | l.c. | g.t. | g.t. | l.c. | l.c. | l.c. | –    | –    | –    | –    | –    | F    | –    | HF   | –    | –    | –    | –    | 5-2    |
| Zürich                       | l.c. | l.c. | –    | –    | –    | –    | W    | W    | –    | F    | W    | F    | –    | –    | W    | –    | –    | l.c. | 22-2   |
| Philadelphia                 | l.c. | l.c. | 2R   | 2R   | –    | l.c. | l.c. | l.c. | l.c. | l.c. | g.t. | g.t. | l.c. | l.c. | l.c. | g.t. | g.t. | g.t. | 2-2    |
| Boca Raton                   | –    | –    | l.c. | l.c. | l.c. | g.t. | g.t. | g.t. | g.t. | g.t. | g.t. | g.t. | g.t. | g.t. | g.t. | g.t. | g.t. | g.t. | 0-0    |
| Olympische Spelen            |      |      |      |      |      |      |      |      |      |      |      |      |      |      |      |      |      |      |        |
| Olympische Spelen            | g.t. | –    | g.t. | g.t. | g.t. | W    | g.t. | g.t. | g.t. | 2R   | g.t. | g.t. | g.t. | –    | g.t. | g.t. | g.t. | –    | 7-0    |
| Statistieken                 |      |      |      |      |      |      |      |      |      |      |      |      |      |      |      |      |      |      |        |
| titels per jaar              | 0    | 0    | 1    | 2    | 1    | 3    | 6    | 6    | 7    | 4    | 7    | 0    | 1    | 7    | 6    | 0    | 2    | 2    | 55     |
| eindejaarsranking            | 345  | 159  | 20   | 6    | 12   | 9    | 3    | 1    | 2    | 2    | 1    | 12   | 5    | 1    | 1    | 25   | 73   | 36   | n.v.t. |

### Vrouwendubbelspel
| Australian Open | –  | –  | 3R | 3R | HF | F  | F  | F | F  | HF | F | HF | 3R | F  | 3R | 50-13 |
| Roland Garros   | –  | –  | 1R | F  | HF | W  | 3R | F | HF | –  | – | 3R | –  | –  | –  | 28-7  |
| Wimbledon       | –  | –  | 2R | 3R | 1R | KF | KF | F | W  | –  | – | HF | –  | 2R | –  | 25-8  |
| US Open         | 1R | 1R | 1R | KF | 3R | –  | W  | F | KF | –  | – | –  | –  | –  | 3R | 21-8  |

### Gemengd dubbelspel
| Australian Open | –  | –  | 1R | HF | –  | 2R | –  | –  | –  | –  | 4-3  |
| Roland Garros   | –  | –  | –  | –  | –  | –  | –  | –  | –  | –  | 0-0  |
| Wimbledon       | –  | 2R | HF | HF | HF | HF | 2R | 3R | HF | 2R | 24-8 |
| US Open         | 2R | –  | –  | –  | –  | –  | 2R | –  | –  | –  | 2-1  |